# Dongmyeong de Goguryeo
Dongmyeong o Dongmyeongseongwang (en Hangul:동명성왕, en Hanja:東明聖王, lit. Rey Santo del Este; 58 a. C. - 19 a. C.), también conocido por su nombre de nacimiento Jumong (주몽, 朱蒙), fue un rey coreano entre los años 37 a. C. y 19 a. C.; y fundador del reino de Goguryeo, el más septentrional de los tres reinos de Corea. 
Según los libros Samguk Sagi y Samguk Yusa, su apellido es Go o Ko, mientras que se escribe como Chumo-Wang (Rey Chumo) en la estela del rey Gwanggaeto el Grande. Otros de sus nombres fueron Sanghae y Domo.

## Vida y Mito
Los registros sobre Jumong suelen considerarse semilegendarios, y se debate hasta qué punto son históricos o mitológicos. Gran parte de la leyenda sobre él se apropió de una leyenda anterior sobre el monarca fundador de Buyeo, el rey Dongmyeong de Buyeo, que también lleva el mismo nombre. El mito del origen del rey fundador de Buyeo fue apropiado por la monarquía de Goguryeo en el siglo IV d. C. para impulsar su propio pedigrí.
Los mitos fundacionales del reino de Goguryeo son mencionados en varios textos coreanos antiguos, incluida la estela del rey Gwanggaeto el Grande. Las versiones más conocidas se encuentran,  con ligeras variaciones, en los libros Samguk Sagi, Samguk Yusa y en el libro del Rey Dongmyeong, y en el capítulo Donggukyisanggukjip (동국이상국집, 東國李相國集) del Dongguk Yi Sangguk jip.

#### Nacimiento
Existen disputas sobre quién fue su padre. Hae Buru, el rey de Buyeo, realizó ceremonias religiosas con la esperanza de tener un hijo, ya que se estaba haciendo mayor y no tenía heredero. Cuando llegó a Gonyeon (o estanque de Gon; 곤연 ;鯤淵), notó que su caballo derramaba lágrimas frente a una gran roca y ordenó que la quitaran y allí encontró a un niño que parecía una rana dorada. El rey trató al niño como un regalo del cielo y lo llamó Geumwa, adoptándolo y convirtiéndolo en príncipe heredero cuando se hizo mayor.
Más tarde, Aranbul (아란불 ;阿蘭弗), ministro de Buyeo, le dijo a Hae Buru que había recibido mensajes del cielo: «El cielo enviará a su descendiente y creará un nuevo reino sobre Buyeo, por lo que el rey debería reasentarse en Gaseopwon ( 가섭원 ;迦葉原)»,  una tierra fértil junto al océano. Hae Buru y sus seguidores reubicaron la capital y crearon un nuevo reino llamado Buyeo Oriental. Mientras tanto, en Buyeo, una persona llamada Hae Mosu, proclamándose Hijo del Cielo, estableció la nueva capital en Buyeo. 
Después de la muerte de Hae Buru, Geumwa se convirtió en el siguiente rey de Buyeo Oriental. Cuando fue a Wubalsu (o estanque Wubal; 우발수 ;優渤水), que se encuentra al sur de la montaña Taebaeksan, conoció a una mujer llamada Yuhwa, que era hija de Habaek. Ella le dijo que su padre la había exiliado porque se acostó con Hae Mosu, quien afirmaba ser el hijo del cielo, antes del matrimonio. Le explicó que Hae Mosu la atrajo a un lugar cerca del río Yalu, junto a Ungsimsan (o montaña Ungsim; 웅심산 ;熊心山; lit. Montaña Corazón de Oso). Geumwa pensó que su historia era extraña, por lo que la encerró en una habitación. Mientras estaba encerrada, la luz del sol la seguía a donde quiera que fuera y finalmente quedó embarazada. Después de dar a luz un huevo grande, Geumwa se lo dio a perros y cerdos, pero ellos se negaron a comérselo. Luego lo puso en medio de la calle, pero las vacas y los caballos lo rodearon. El huevo también fue arrojado a un campo, pero los pájaros vinieron a protegerlo. Después de varios intentos fallidos de romperlo, Geumwa se lo devolvió a Yuhwa. Más tarde, del huevo nació un niño. El niño aprendió a fabricar un arco y flechas, y se convirtió en un maestro del tiro con arco a la edad de siete años, ganándose el apodo de Chumong, una palabra utilizada por la gente de Buyeo para describir a los excelentes arqueros.

### Huida de Buyeo Oriental
Entre los príncipes, fue un experto arquero odiado por muchos, por lo que huyó a otra región llamada Biryusu.
Daeso, el mayor de los siete hijos de Geumwa, estaba preocupado de que Jumong se convirtiera en una amenaza para él, pero Geumwa le ordenó a Jumong que cuidara de los caballos. Mientras criaba a los caballos, dio intencionalmente más comida a los caballos lentos y menos a los caballos veloces y talentosos para que parecieran poco atractivos y delgados. Cuando Geumwa fue de cacería con este y otros, a Jumong le dieron un caballo delgado y menos flechas, pero pudo cazar más que cualquier otro de los participantes, ya que su caballo delgado era más rápido. Este episodio de caza alimentó aún más el deseo de Daeso de matarle. Al ver la creciente amenaza, Yuhwa le pidió que se fuera y usara sus habilidades en otra parte. 
Jumong y sus tres amigos —Oi , Mari ( 마리 ;摩離) y Hyeopbo ( 협보 ;陜父)— escaparon de Buyeo Oriental. Seguidos por la caballería enviada por Daeso llegaron a Eomsasu (o río Eomsa; 엄사 수 ;淹㴲水), pero no lograron encontrar un puente para cruzar el río. Cuando la caballería se acercaba, Jumong pidió ayuda al río, declarándose hijo del Dios Celestial ( 천제 ;天帝) y nieto materno de Habaek. Respondiendo a su llamado, peces y tortugas de caparazón blando flotaron desde el río y crearon un puente para que cruzara, luego desaparecieron cuando llegaron las tropas que los perseguían.

### Fundación de Goguryeo
Después de escapar de la muerte, conoció a tres personas, cada una vestida con ropas diferentes en Modungok (o Valle de Modun; 모둔곡 ;毛屯谷). Considerándolos como regalos del cielo, les dio un apellido a cada uno: Jaesa, que vestía ropa de cáñamo, se llamaría Geuk Jaesa ( 극재사 ;克再思); Mugol, que vestía ropa de monje, Jungsil Mugol ( 중실무골 ;仲室武骨); Mukgeo, que vestía ropa de algas acuáticas, Sosil Mukgeo ( 소실묵거 ;少室默居). Esto puede interpretarse como la unión de tres grupos diferentes, o como un encuentro con tres santos. Jumong les dio roles a todos y juntos llegaron a Holboncheon (o arroyo Holbon; 홀본천 ;忽本川). Según la historia de Baekje, Jumong llegó a Holbon Buyeo (en coreano:  홀본부여, hanja: 忽本扶餘), se casó con la segunda hija del rey y tuvo dos hijos con ella. Jumong quería construir un palacio en la montaña, pero no podía permitírselo. Por lo tanto, construyó una casa con techo de paja cerca de Biryusu (o río Biryu; 비류수 ;沸流水) y vivió allí. Llamó a su nación recién fundada Goguryeo y cambió su apellido a Ko a la edad de 21 años (37 a. C.). Al escuchar la noticia de la creación una nueva nación, mucha gente se unió a él.

## Reinado

El mapa de los reinos que formaban Corea y China en el siglo Ⅱ.

En el año 37 d. C. se estableció en Goguryeo, y se convirtió en primer rey. Durante ese mismo año, ganó apoyo de otro reino para frenar la invasión de la tribu Malgal. En el año 28 d. C., envió a su general llamado Bu Wi Yeom (부위염, 扶尉厭) para conquistar el reino Okjeo donde fue famoso pescador.
Se dice que Jumong se casó con Ye, luego se despidieron y finalmente le visitó en Dongbuyeo con su hijo, Yuri, haciéndose el sucesor del reino de Goguryeo. Por este motivo, su segunda reina, Soseono temía represalias en sus dos hijos, por lo que los envió hacia el sur de la península de Corea con sus siervos, estableciéndose en Baekje.
Jumong murió en el año 19 d. C. a la edad de 40 años. Su sucesor, el príncipe Yuri, enterró a su padre en una tumba pirámide y le dio el nombre póstumo de Chumo Seongwang.
Goguryeo finalmente se convirtió en un gran territorio, con considerable poder e influencia durante 705 años, y fue gobernada consecutivamente por un total de veintiocho emperadores consecutivos de la familia real Go, hasta que fue conquistada por la alianza del reino de Silla y la dinastía Tang en el año 668. 
El reino de Balhae y el de Goryeo fueron tan exitosos que los descendientes modernos de Jumong todavía llevan su apellido Go.